# Kreab
Kreab är en svensk PR-byrå inriktad på strategisk kommunikation.
Kreab grundades 1970 som Kreativ Information AB i Stockholm av Jan-Erik Ander, Peje Emilsson och Peder Olin, alla med bakgrund inom Moderaterna.
Kreab gick i februari 2009 samman med Gavin Anderson & Co och bildade Kreab Gavin Anderson. Företaget är verksamt inom områdena finansiell kommunikation, företagskommunikation och public affairs/samhällskontakter och har ca 400 medarbetare och kontor i 25 länder. Kreab ägs bland annat av Magnora AB (Peje Emilssons familjeföretag) och kommunikationskoncernen Omnicom.
2015 avslöjade Dagens Industri att Kreab haft nära kontakter med Sverigedemokraterna. Bland annat ska Kreab för näringslivets räkning bedrivit intensiv lobbying mot Sverigedemokraterna för att få dem ändra sig om vinster i välfärden.I december 2015 tvingades Kreabs Sverigechef Markus Uvell avgå på grund av alltför nära privata kontakter med Linus Bylund och andra sverigedemokrater.

## Samarbete med högskolor och universitet
Företaget är en av medlemmarna, benämnda Partners, i Handelshögskolan i Stockholms partnerprogram för företag som bidrar finansiellt till högskolan och nära samarbetar med den vad gäller forskning och utbildning.